# Аликс Вэнс
А́ликс Вэнс (англ. Alyx Vance) — персонаж компьютерной игры Half-Life 2, а также её продолжений — Episode One, Episode Two — и приквела Half-Life: Alyx. Аликс является одним из главных неигровых персонажей: она принимает участие в большинстве основных игровых событий Half-Life 2 и сопровождает игрока в нескольких её моментах, а также почти полностью проходит вместе с ним первый и второй эпизоды. Аликс является дочерью Илая Вэнса — бывшего учёного «Чёрной Мезы», командующего Сопротивлением, — и вместе с ним и другими персонажами возглавляет эту организацию, противостоящую Альянсу.
Как и в случае с другими персонажами игры, за основу лица Аликс взято лицо реального человека — актрисы Джаммиль Маллен. Озвучиванием Аликс в Half-Life 2 и эпизодах занималась Мерл Дэндридж.

## Создание персонажа
В самых ранних версиях сюжета игры Half-Life 2 Аликс Вэнс задумывалась как дочь капитана Вэнса — персонажа, охранявшего Воздухообменник (огромную фабрику Альянса по переработке воздуха), но была очень близка к другому персонажу по имени Илай, которого впоследствии и сделали её отцом, дав ему фамилию предшественника. У Аликс был инопланетный питомец по кличке Скитч, от идеи которого отказались вскоре после того, как придумали робота Пса.
Разработчики не хотели, чтобы Аликс была похожа на стереотип девушек из компьютерных игр, и специально постарались отступить от стандартного внешнего вида подобных персонажей:
Оригинальная модель Аликс использовалась на протяжении всей разработки, пока не настало время показать её на E3. Здесь нам пришлось переосмыслить свой подход. Гейб спросил: «Что отличает её от героинь других игр?» На тот момент различий было немного. У неё было двухцветное трико, ботинки до колен, ремни, пряжки и ничего новенького. Так что за две недели до объявления нам пришлось срочно собираться и переделывать весь дизайн. Мы собирались небольшой группой по выходным и изо всех сил думали, как бы сделать её непохожей на остальных. Одни предлагали надеть на неё очки, как у Гордона, другие — браслеты, но это, слава Богу, не прижилось. Пока все вокруг сыпали идеями, я делал наброски, и в конце концов получилась наша Аликс: молодая, храбрая дочь исследователей, которая не боялась запачкаться и довольствовалась тем, что имеет.Даби Инг, художник Valve
В исходной версии Half-Life 2 Аликс была неуязвима для врагов. Позже это было исправлено — появилась вероятность её смерти, что ведёт к окончанию игры. В процессе развития движка Source в эпизодах именно Аликс Вэнс больше других персонажей подвергалась улучшениям — таким как продвинутый искусственный интеллект, применение нового метода освещения и лицевой анимации в Half-Life 2: Episode One, а также алгоритма посадки в автомобиль в Half-Life 2: Episode Two.

## Появление и роль в играх

### Half-Life 2
В Half-Life 2 Аликс Вэнс работает на Сопротивление, борющееся за освобождение Земли от правительства Альянса, и старается помогать угнетённым жителям Сити 17. Вместе со своим отцом Илаем Вэнсом, а также Айзеком Кляйнером и Джудит Моссман Аликс занимается созданием телепортов в секретной лаборатории Кляйнера и на базе Восточная Чёрная Меза. Узнав о прибытии в Сити 17 Гордона Фримена, Аликс находит его и спасает от ареста патрульными Альянса, после чего приводит в лабораторию доктора Кляйнера, где как раз планируется испытание нового телепорта, соединяющего лабораторию и Восточную Чёрную Мезу. Однако переправить туда удаётся только её, поскольку телепортация Фримена случайно нарушается, и тому приходится добираться до лаборатории Илая самостоятельно. Когда Гордон прибывает в Восточную Чёрную Мезу, Аликс знакомит его со своим роботом-телохранителем Псом, вручает ему гравитационную пушку и учит обращаться с ней. Вскоре базу атакуют войска Альянса, берут в плен Илая Вэнса и Джудит Моссман и увозят их в Нова Проспект.
Аликс и Гордон разными путями проникают в Нова Проспект и узнают, что Моссман работала на Альянс и выдала местонахождение Илая и Фримена. Найдя Илая, Аликс требует от Джудит запустить телепорт Альянса и переправить его в лабораторию Кляйнера, однако во время перестрелки с солдатами Моссман телепортируется вместе с Илаем в Цитадель Альянса. Воспользовавшись телепортом, Аликс и Гордон возвращаются в Сити 17. Аликс помогает доктору Кляйнеру безопасно выбраться из города, после чего вместе с Фрименом прорывается к Цитадели, чтобы вызволить отца. По дороге Аликс пленяют солдаты Альянса. Когда Гордон проникает в Цитадель, где председатель Уоллес Брин пытается заставить Илая работать на Альянс, шантажируя его жизнью Аликс, Джудит Моссман переходит на сторону Сопротивления и освобождает Аликс, Илая и Гордона. Брин пытается сбежать через главный телепорт Альянса в другой мир, но Аликс и Гордон останавливают его и уничтожают реактор тёмной энергии. Аликс оказывается в нескольких метрах от взрыва реактора, когда Гордона забирает в стазис G-Man.

### Half-Life 2: Episode One
В начале Half-Life 2: Episode One группа вортигонтов перемещается на вершину Цитадели и спасает Аликс от гибели, после чего уводит Гордона Фримена из-под контроля G-Man’а. Позже Аликс и её робот Пёс вытаскивают Фримена из-под завала у подножия Цитадели. Аликс выходит на связь с отцом, успевшим выбраться из Сити 17, и узнаёт, что Цитадель вскоре должна взорваться и уничтожить весь город. Аликс вместе с Гордоном вновь возвращается в Цитадель, чтобы отсрочить неминуемый взрыв. Там Аликс проникает в базу данных Альянса и находит некое важное сообщение, которое Альянс планировал переправить в свой мир; также Аликс копирует на запоминающее устройство сообщение от Джудит Моссман, улетевшей в Арктику. Совместными усилиями Аликс и Гордон выбираются из Сити 17 на поезде. Цитадель взрывается, и их поезд накрывает взрывная волна.

### Half-Life 2: Episode Two
После уничтожения Сити 17 Аликс и Гордон оказываются в лесной местности за городом. На месте Цитадели возникает формирование сверхпортала, через который ослабленный Альянс готовится получить новое подкрепление. Аликс помогает Гордону выбраться из сошедшего с моста поезда и вместе с ним начинает путешествие к базе Сопротивления Белая Роща, чтобы передать захваченные в Цитадели данные, которые помогут закрыть портал.
В начале пути на Аликс нападает охотник Альянса и серьёзно ранит девушку, пронзая насквозь её спину. Подоспевший на помощь вортигонт не даёт ей умереть, поддерживая жизненные силы в ней, и вместе с Фрименом отправляется в гнездо муравьиных львов на поиски личиночного экстракта. С помощью экстракта вортигонты излечивают находящуюся при смерти Аликс (говоря при этом: «Потеряв её, мы потеряем всё!»). После излечения на спине у Аликс остаются следы огромных ран.
Во время процесса исцеления появляется G-Man. Он говорит Фримену, что, в отличие от своих неизвестных нанимателей, считает жизнь Аликс ещё более значимой, чем тогда, когда он спас её из Чёрной Мезы. G-Man велит Фримену защищать девушку на пути к Белой Роще, а самой Аликс внушает передать её отцу послание «Будь готов к непредвиденным последствиям», что она и делает по прибытии на базу, впав на несколько секунд в транс. Илая Вэнса сильно шокируют эти слова; он рассказывает Гордону наедине, что G-Man уже говорил их ему много лет назад перед злосчастным экспериментом в Чёрной Мезе. Илай также упоминает, что G-Man спас тогда его дочь «из-за каких-то чёртовых личных соображений».
После расшифровки послания, которое Аликс похитила из Цитадели, выясняется, что Джудит Моссман обнаружила в Арктике потерянный ледокол «Борей», содержащий на борту некую опасную технологию, которую желает заполучить Альянс. В конце игры Аликс вместе с Гордоном собирается отправиться на спасение доктора Моссман и поиски «Борея». Когда отец Аликс отправляется провожать их, в вертолётный ангар врываются Советники Альянса и убивают его.

### Half-Life: Alyx
18 ноября 2019 года состоялся анонс Half-Life: Alyx, приквела Half-Life 2. Дебютный трейлер был опубликован 21 ноября 2019 года, где впервые был показан игровой процесс игры, а также названа дата окончательного выхода — 23 марта 2020 года. Главной героиней стала Аликс. Действия разворачиваются между событиями Half-Life и Half-Life 2, когда юная Аликс и Илай Вэнс только начинали повстанческую деятельность. Помимо оружия, Аликс в игре снабжена грави-перчатками — более компактным аналогом гравитационной пушки.

## Характеристика персонажа

### Личность и внешний вид
В детские годы Аликс вместе со своей матерью Азиан Вэнс проживала в жилом секторе исследовательского центра Чёрная Меза, как и многие семьи работающих там учёных. Во время каскадного резонанса в игре Half-Life, разрушившего исследовательский центр и наводнивший его пришельцами из Зена, мать Аликс погибла, и спастись удалось только маленькой Аликс и её отцу Илаю Вэнсу, который, находясь в момент катастрофы у сломавшегося перед началом теста пульта управления, отправляет Гордона Фримена на поверхность за подмогой. При этом, как раскрывается в Half-Life 2: Episode Two, спасению Аликс содействовал G-Man, поступивший так «вопреки заявлениям о том, что она обычный ребёнок, не представляющий интереса».
В Half-Life 2 Аликс является одним из участников Сопротивления, сражающегося против захватившей Землю инопланетной коалиции, Альянса, и приходится дочерью Илаю Вэнсу, бывшему учёному Чёрной Мезы, ныне возглавляющему Сопротивление. Аликс имеет внешность молодой мулатки (от смешанного брака афроамериканца и азиатки) с короткими, охваченными повязкой чёрными волосами (несколько прядей спереди окрашены красным) и жёлтыми, унаследованными от матери, глазами; её возраст составляет 24 года. Аликс носит лёгкую заплатанную скотчем куртку поверх майки с логотипом Чёрной Мезы, коричневые ботинки и тёртые голубые джинсы с поясом, увешанным различными инструментами и карманными электроприборами.

### Характер и навыки
Будучи в рядах Сопротивления, Аликс выросла смелой и энергичной девушкой. Верная своему долгу, она всегда добивается поставленной цели, невзирая на опасности и идя на риск ради общего дела. В Half-Life 2: Episode One, например, она дважды решается отвлечь на себя и игрока внимание войск Альянса, чтобы дать остальным повстанцам безопасно покинуть Сити 17. Аликс тепла и дружелюбна к людям, в частности к своему отцу, как к самому дорогому для неё человеку. Она также очень нежно относится к преданному ей механическому «питомцу» — роботу по кличке Пёс, которого Илай Вэнс собрал и подарил дочери, а Аликс впоследствии сильно модифицировала его, увеличив силу и скорость робота. До событий Half-Life 2 Аликс, возможно, проводила много времени с доктором Кляйнером: на доске в лаборатории Айзека прикреплена изображающая его детская бумажная поделка с подписью «дядя Кляйнер». Несмотря на свой дружелюбный характер, Аликс проявляет неприязнь по отношению к Джудит Моссман, поскольку та относится к ней свысока. В конце Half-Life 2 враждебность немного поубавилась, когда Моссман помогла освободить Гордона, Аликс и её отца из плена. Аликс также обладает своеобразным чувством юмора. Для примера можно привести сцену в Episode One, когда в темноте она начала завывать, притворяясь зомби, чтобы испугать Гордона. Когда он замечает её, она смеётся с возгласом «Испугался!». В этом же эпизоде был момент, когда она придумала подходящее название зомбированным солдатам — «зомбайны».
Аликс — опытный хакер, умеющий взламывать и перепрограммировать компьютерные системы. Она использует устройство, испускающее электрический импульс для того, чтобы взламывать компьютеры, электронные замки, защитные системы и перепрограммировать шаровые мины и автоматические пулемёты Альянса, чтобы они не реагировали на союзников и атаковали врагов. У Аликс также есть и навыки учёного-техника; известно, что она принимала участие в создании телепортов Сопротивления и занималась инженерными работами в Восточной Чёрной Мезе. Ссылаясь на это, доктор Айзек Кляйнер говорит: «Твой талант превосходит твою красоту», хотя сама Аликс считает свои возможности преувеличенными. Также Аликс весьма профессионально обращается с различными видами вооружения. При себе она всегда имеет лёгкий пистолет-пулемёт, условно называемый вне игры как «Alyx gun». Это её личное оружие, аналогов которого в игре не встречается, и для игрока оно может быть получено только через консоль. На протяжении Half-Life 2 и эпизодов Аликс также случается использовать помповый дробовик Franchi SPAS-12, орудия Альянса — импульсную винтовку OSIPR и снайперскую винтовку, а также гравипушку. В Half-Life 2: Episode One и Half-Life 2: Episode Two Аликс демонстрирует навыки рукопашного боя.

### Отношения с Гордоном Фрименом
Во время событий игры Half-Life Аликс была ещё ребёнком, в то время как Гордону Фримену было 27 лет. Однако, поскольку Гордон был помещён в стазис на срок около двух десятков лет и не постарел, на момент Half-Life 2 их разница в биологическом возрасте резко сократилась. Хотя сам Гордон Фримен является подчёркнуто игровым персонажем, лишённым реплик и проявления эмоций, по поведению Аликс можно предполагать о появлении романтических чувств между двумя персонажами (или, по крайней мере, о чувствах Аликс к Гордону). Другие персонажи также неоднократно замечают это.
- В Half Life 2, в главе «Восточная Чёрная Меза», когда Илай Вэнс говорит «Нет ничего, с чем бы Гордон не справился… Ну, разве что с тобой», Аликс смущённо упрекает отца, который затем подмигивает Гордону.
- В конце Half Life 2 Аликс остаётся поражена и благодарна Гордону Фримену за то, что хотя они и мало знают друг друга, он, рискуя жизнью, пришёл за ней и её отцом в Цитадель Альянса.
- В начале Half-Life 2: Episode One Пёс вытаскивает выжившего Гордона из-под завала, и Аликс на эмоциях тепло обнимает его, после чего очень смущается и выпускает.
- В главе «На дне» Episode One герои заходят в полузатопленную комнату, и Аликс говорит Фримену «Повезло тебе, у тебя есть костюм. Ну и гадость эта вода!», после чего флиртующим тоном прибавляет «Он не растягивается на двоих?».
- В главе «Побег из города» Episode One Барни Калхаун, комментируя совместное путешествие Аликс и Фримена, шутливо говорит Гордону: «Иди, Гордон. Она ждёт тебя. Повезло же парню!»
- В Half-Life 2: Episode Two, в главе «На радаре» игрок в роли Гордона Фримена на некоторое время оставляет Аликс в гараже, когда та вызывается помочь бойцу Сопротивления починить сломанный автомобиль. Игрок выходит в соседнее помещение и через открытую дверь может услышать, как боец спрашивает Аликс: «Он твой парень?» В этот момент дверь закрывается, и ответ Аликс остаётся неизвестным.
- Когда персонажи достигают Белой Рощи в Episode Two (глава «Наш общий недруг»), отец Аликс Илай Вэнс, замечая слаженность их действий, упоминает, что подавляющее поле, препятствующее половому размножению людей, было отключено, и намекает, что Аликс и Гордону нужно внести свой вклад в общее дело. Аликс слегка толкает отца и стыдливо закрывает лицо рукой, на что Илай со смехом отвечает: «Станешь костить старика за то, что он мечтает о внуках?»

## Реакция
С момента своего появления в Half-Life 2 Аликс Вэнс получила положительные отзывы как за свой интеллект, так и за свою красоту, среди прочих факторов. GamesRadar назвал Аликс «Мисс 2004» в статье о самых сексуальных новых персонажах десятилетия, добавив, что присуждение ей этой награды не потребовало дебатов среди сотрудников. Они описали её как умную и волевую, а также «неутомимо жизнерадостную, весёлую и дружелюбную» перед лицом опасности. В 2007 году GameTrailers включил её в список десяти лучших «геймерских малышек» под номером пять. В 2008 году журнал Play включил её в список своих любимых женских персонажей компьютерных игр в шестом специальном выпуске «Girls of Gaming», назвав её «лучшей напарницей, которую только мог просить Гордон Фримен». В том же году CHIP назвал Аликс шестой лучшей «девушкой игрового мира». В своей обложке 2010 года Game Informer назвал Аликс Вэнс одним из 30 персонажей, «которые определили десятилетие», добавив, что «в среде, где женские персонажи слишком часто существуют только для романтических отношений с главным героем-мужчиной, Аликс сильная, независимая и потрясающая, не делая на этом акцент». В том же году UGO.com включил её под номером восемь в список лучших «девушек игр», заявив, что «в ней есть что-то, что делает её незабываемой», отметив её связь с игроком и описав её как «симпатичную постапокалиптическую девчонку с короткими волосами и отношением „не дерьмо“, что является редкостью в наш век сладостей для глаз и сырных персонажей». В 2013 году Complex назвал её 31-й величайшей героиней в истории видеоигр, назвав её «по-прежнему одним из лучших женских персонажей в играх, более чем через полдесятилетия после дебюта Half-Life 2». Даррен Френич из журнала Entertainment Weekly включил её в список «15 женщин-пипец в видеоиграх», утверждая, что «главный герой Half-Life 2 — Гордон Фримен, но если учесть, что он молчалив, как мебель из красного дерева (и обладает примерно такой же индивидуальностью), то боец сопротивления Аликс Вэнс помогает привнести в игру столь необходимую энергию».
В 2008 году журнал Topless Robot назвал её одной из 11 «самых достойных героинь видеоигр», отметив, что хотя она и была второстепенным персонажем, она все равно была очень заметной, хотя, несмотря на свои достоинства, она соответствовала клише «героини летнего фильма». В том же году издание GameDaily поставило её на 22-е место среди «50 самых горячих игровых малышек». В 2009 году GamesRadar поставил её на второе место в своём списке семи лучших героинь игр со вкусом, назвав её «палочкой-выручалочкой», охарактеризовав её как одного из самых человечных женских персонажей видеоигр, а также включил её в список 25 лучших новых персонажей десятилетия, снова отметив её решительный настрой и приятный характер, назвав её одним из первых неигровых персонажей, отклонившихся от стандарта. В 2010 году AfterEllen назвала её 18-м «самым горячим» женским персонажем видеоигр, а Уэсли Инь-Пул из VideoGamer.com включил её в свой список десяти лучших «увлечений видеоиграми» 2010 года, заявив: «Аликс из Half-Life 2 была безумно реалистичной. Настолько реалистичной, что по мере развития отношений Гордона Фримена с ней она становилась все менее похожей на спутницу в видеоигре и все более похожей на спутницу в реальной жизни». В 2011 году сайт UGO.com назвал Аликс 33-й «красоткой видеоигр», заявив, что «у Аликс есть все: мозги, хорошая внешность и жгучий характер, который может держать на расстоянии всех желающих».
Многие издания включили её в число лучших неигровых персонажей (NPC) и персонажей типа «сайдкик» в видеоиграх. В 2008 году Bit-tech назвал её NPC номер один в компьютерных играх всех времён, прокомментировав: «Что делает Аликс таким популярным персонажем второго плана, так это то, насколько правдоподобной ей удаётся быть даже в совершенно фантастическом мире Half-Life. Великолепная анимация персонажа в сочетании с великолепной озвучкой и остроумным сценарием создают одного из самых важных персонажей в компьютерной игре за всю историю». В том же году Аликс, «храбрая, красивая, верная и меткий стрелок», возглавила список величайших закадычных друзей в истории игр по версии The Telegraph, добавив, что «вам будет трудно не влюбиться в одного из лучших персонажей в играх, который является чем-то большим, чем просто закадычный друг». В 2011 году ScrewAttack назвал её четвёртым лучшим сайдкик-персонажем в играх, в то время как Maximum PC также включили «дерзкую и вспыльчивую Аликс» в аналогичный список. В том же году Cheat Code Central назвал её вторым лучшим помощником в видеоиграх, отметив, что «Аликс — не просто замечательный помощник, но и прекрасно реализованный персонаж». В 2013 году Хануман Уэлч из журнала Complex поставил Аликс на шестое место в списке персонажей видеоигр, которые заслуживают собственных титулов, заявив, что «персонажи видеоигр редко чувствовали себя настолько интуитивными, блестяще правдивыми и эмоционально трёхмерными».
В игре BioShock Infinite 2013 года спутница персонажа Элизабет была принята очень хорошо. «Разработчики заявили, что ИИ-компаньоны не были настолько же хороши, как Аликс Вэнс из Half-Life», и стремились сделать Элизабет такой же симпатичной и полезной, как Аликс.
В 2020 году скин, вдохновлённый Аликс, был добавлен в массовую многопользовательскую онлайн-игру Fall Guys.